# Georg Friedrich Cöster
Georg Friedrich Christoph Cöster (* 23. Oktober 1780 in Oberlistingen; † 7. September 1839 in Hanau) war ein deutscher Verwaltungsbeamter und Landrat des Landkreises Hanau von 1821 bis 1839.

## Herkunft und Ausbildung
Er wurde als Sohn eines Pfarrers geboren. Er war Schüler des Lyceum Fridericianum in Kassel und studierte 1799 bis 1801 anschließend Rechtswissenschaften an der Universität Göttingen, anschließend an der Universität Marburg.

## Karriere
Zunächst wurde er Justitiar und Sekretär des Prinzen Ernst Konstantin von Hessen-Philippsthal. Zusammen mit dem Prinzen unternahm er ausgedehnte Reisen, die ihn nach Holland, Paris und Leipzig führten. Anschließend ging er in den Staatsdienst des Königreichs Westphalen und hatte Funktionen in dessen Finanzverwaltung in Hersfeld inne. Nach der Restauration wurde er offenbar ohne Schwierigkeiten in die Verwaltung des Kurfürstentums Hessen übernommen und wechselte innerhalb der Finanzverwaltung 1815 nach Hanau. Zeitweilig war er auch Amtmann von Nentershausen. Bei der Übernahme in kurhessische Dienste half die Fürsprache des Prinzen von Hessen-Philippsthal und die von Cösters Onkels Hermann Friedrich Wetzel, der bei der Restauration des Kurstaates Regierungsrat in Kassel geworden war.
Mit der Verwaltungsreform in Kurhessen nach Amtsantritt des Kurfürsten Wilhelm II. 1821 wurden (Land-)Kreise geschaffen, an deren Spitze zunächst ein Kreisrat stand. Die heutig noch geltende Amtsbezeichnung, Landrat, wurde erst 1835 eingeführt. Georg Friedrich Cöster wurde Kreisrat – und später: Landrat – des Kreises Hanau, ein Amt, das er bis zu seinem Tod 1839 innehatte.

## Familie
Georg Friedrich Cöster war mit Luise Dithmar verheiratet, Tochter des Kaufmanns und Bürgermeisters Johann Philipp Dithmar aus Homberg. Sie hatten sechs Söhne und eine Tochter.:
- Sohn Eduard Cöster (1814–1886) war Obergerichtsanwalt und Vizepräsident der kurhessischen Ständeversammlung
- Sohn Karl Friedrich Leopold Cöster (1815–1879) wurde ebenfalls Landrat (im Landkreis Schlüchtern und Landkreis Hofgeismar) und Polizeidirektor und hatte einen Sitz im Preußischen Abgeordnetenhaus.[7]
- Tochter Marie (* 1818) heiratete den Gymnasialoberlehrer in Hanau und Rinteln, Heinrich Feußner (1803–1877). Sie wurde die Mutter von Karl Feußner und Wilhelm Feußner.[8]